# Бремикер, Карл
Карл Бреми́кер (нем. Carl Bremiker, 23 февраля 1804, Хаген, Вестфалия — 26 марта 1877[…], Берлин) — немецкий астроном и геодезист. Известен как издатель первого в мире безошибочного сборника логарифмических таблиц (1852 год), который получил широкое распространение и переиздавался десятки раз во многих странах. Лауреат астрономической Премии Лаланда Парижской академии наук (1840).
С 1850 года и до конца жизни был редактором немецкого журнала «Nautisches Jahrbuch» (Морской ежегодник), редактировал также аналогичное французское издание «Annuaire nautique». Работал инспектором планового отдела Прусского Министерства труда. С 1868 года — директор департамента Прусского геодезического института.

## Биография и научная деятельность
Получив образование геодезиста, Бремикер работал в этой области до 1835 года. После защиты диссертации стал ассистентом ведущего немецкого астронома Иоганна Энке, директора Берлинской обсерватории.
26 октября 1840 года Бремикер открыл крупную комету, обозначаемую теперь как C/1840 U1 (Bremiker) и был за это награждён премией Лаланда Парижской академии наук. Занимался также редактированием и уточнением пяти звёздных карт Берлинской академии наук; именно по карте Бремикера, самой подробной на тот момент, выполнялись в 1846 году расчёты, приведшие к открытию планеты Нептун. Сотрудничал в журнале «Berliner Astronomisches Jahrbuch».
В 1842 году Бремикер женился на дочери портного Иде Алвине Штойбер (Ida Alwine Steuber), у них родился сын.
В 1852 году Бремикер опубликовал капитальное издание шести-семизначных логарифмических таблиц на основе более ранних таблиц Георга Веги (1783). Издание вышло под названием «Logarithmorum VI decimalium nova tabula berolinensis, auctore Carola Bremiker» и стало первым в истории безошибочным сборником логарифмических таблиц (у Веги ещё были пять ошибок, а до него число ошибок измерялось сотнями). В отличие от таблиц Веги, ориентированных на артиллерийские расчёты, Бремикер переработал таблицы для учёта астрономической специфики. В 1860 году вышло немецкое издание под названием «Logarithmisch-trigonometrische Tafeln mit sechs Decimalstellen bearbeitet». Эти таблицы, особенно необходимые в астрономических расчётах, выдержали десятки изданий по всему миру.

## Труды в русском переводе
- Бремикер К. Таблицы логарифмов чисел и тригонометрических функций с шестью десятичными знаками. М.: Редбюро НКВД СССР, 1938. 599 с.
- Бремикер, К. Логарифмо-тригонометрические таблицы. М.: Физматгиз, 1962. 664 с.